# Gabriel Zubeir Wako
Gabriel Zubeir Wako (sinh 1941) là một Hồng y người Sudan của Giáo hội Công giáo Rôma. Ông nguyên là Tổng giám mục chính tòa Tổng giáo phận Khartoum từ 1981 cho đến khi từ nhiệm vào tháng 12 năm 2016 vì lí do tuổi tác theo Giáo luật. Ngoài ra, ông còn ba lần đắc cử vị trí Chủ tịch Hội đồng Giám mục Sudan (1978; 1993; 2012) và đảm nhận vai trò này trong các khoảng thời gian 1978–1989, 1993–1999 và 2012–2016.

## Linh mục
Hồng y Wako sinh ngày 27 tháng 2 năm 1941 tại Mboro, Sudan. Sau quá trình tu học, ngày 21 tháng 7 năm 1963, ông được thụ phong chức linh mục, bởi Giám mục Ireneus Wien Dud, Đại diện Tông Tòa Hạt Đại diện Tông Tòa Wau (nay thuộc Nam Sudan). Tân linh mục là thành viên linh mục đoàn Hạt Đại diện Tông Tòa này. Linh mục trẻ tuổi đã sở hữu bằng đại học về Thần học với chuyên ngành Thần học Mục vụ. Ông bắt đầu sứ vụ linh mục của mình với chức danh linh mục phụ tá và thanh tra về vấn đề Giáo dục Kitô giáo ở các trường trong khu vực quận Gogrial. Sau đó, ông trở thành Giám đốc Tiểu Chủng viện bang St Anthony, Bussere, và là Kiểm sát viên của Đại Đại diện Tông Tòa Wau. Ngoài ra, ông còn là linh mục tuyên úy Hạt Đại diện Tông tòa về các hoạt động Hướng đạo sinh nam và Hướng đạo nữ.

## Giám mục & Giám quản
Ngày 12 tháng 12 năm 1974, Tòa Thánh loan tin chọn linh mục Wako, khi đó chỉ 33 tuổi, làm Giám mục chính tòa Tiên khởi Giáo phận Wau (nay thuộc Nam Sudan). Lễ tấn phong cho tân giám mục được cử hành ngày 6 tháng 4, bởi các vị chủ sự nghi thức: Chủ phong là Hồng y Agnelo Rossi, Tổng trưởng Thánh bộ Truyền giáo; Hai vị phụ phong bao gồm Tổng giám mục Ubaldo Calabresi, Sứ thần Tòa Thánh tại Sudan và Tổng giám mục Ireneus Wien Dud, nguyên Đại diện Tông Tòa Wau, Tổng giám mục Tổng giáo phận Juba. Tân giám mục chọn cho mình khẩu hiệu: The truth will set you free. Từ năm 1974 đến năm 1976, ông còn là Giám quản Tông Tòa Giáo phận Rumbek.

## Tổng giám mục, thăng Hồng y
Ngày 30 tháng 10 năm 1979, Tòa Thánh thăng vị Giám mục trẻ tuổi Wako làm Tổng giám mục Phó Tổng giáo phận Khartoum. Ông kế nhiệm chức Tổng giám mục chính tòa sau đó ngày 11 tháng 10 năm 1981. Ngoài ra, từ năm 1978 đến năm 1989, Tổng giám mục Wako còn là Chủ tịch Hội đồng Giám mục Sudan Năm 1993, ông tái đắc cử vị trí này và giữ chức vị đến năm 1999.
Trong Công nghị Hồng y 2003 cử hành ngày 21 tháng 10, Giáo hoàng Gioan Phaolô II vinh thăng tước vị Hồng y Nhà thờ Sant’Atanasio a Via Tiburtin cho Tổng giám mục Wako. Từ ngày 1 tháng 1 năm 2012 đến tháng 10 năm 2016, ông lại tái đắc cử lần thứ ba vào vị trí Chủ tịch Hội đồng Giám mục Sudan. Ông từ nhiệm chức vị Tổng giám mục Khartoum vì lí do tuổi tác ngày 8 tháng 12 năm 2016.
Hồng y Wako từng tham dự hai cuộc Mật nghị Hồng y năm 2005 (chọn Tân Giáo hoàng Biển Đức XVI) và 2013 (chọn Tân Giáo hoàng Phanxicô).